# Margaret Elizabeth Sangster
Margaret Elizabeth Sangster (ur. 1838, zm. 1912) – poetka amerykańska.

## Życiorys
Margaret Elizabeth Sangster urodziła się jako Margaret Munson 22 lutego 1838 w miejscowości New Rochelle w stanie Nowy Jork. Uczyła się głównie w domu. Debiutowała opowiadaniem Little Janney w 1855, mając zaledwie 17 lat. W 1858 wyszła za mąż za George’a Sangstera i czasowo zrezygnowała z pisania. Po śmierci męża w 1871 wróciła do tworzenia. Publikowała w Hearth and Home. Zmarła 2 czerwca 1912 w South Orange w New Jersey. 

## Twórczość
Margaret Elizabeth Sangster tworzyła wiersze liryczne i utwory dla dzieci. Wydała między innymi tomik Easter Bells. Poems (1897). Napisała też An Autobiography: From My Youth Up; Personal Reminiscences (1909).